# Triticum baeoticum
Triticum baeoticum là một loài thực vật có hoa trong họ Hòa thảo. Loài này được Boiss. miêu tả khoa học đầu tiên năm 1854.

## Hình ảnh

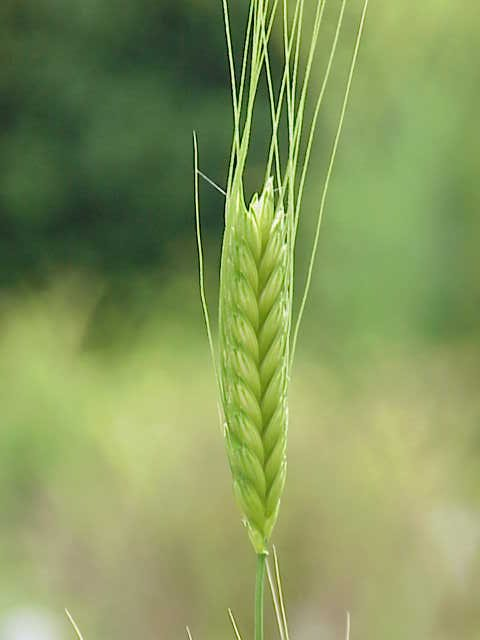